# Alessio Tulli
Alessio Tulli (Teramo, 31 gennaio 1739 – Borgo Velino, 2 maggio 1799) è stato un patriota e storico italiano.

## Biografia
Nato in una notabile famiglia (sia da parte di padre che di madre), fu persona erudita e dal forte temperamento. È ricordato come patriota ma fu anche buon poeta sia nella Lingua italiana che in quella Latina.
Ebbe una rete di relazioni con studiosi e personalità abruzzesi del suo tempo tra i quali l'arcivescovo aquilano Anton Ludovico Antinori, lo storico lancianese Omobono Bochache e Niccola Sorricchio di Atri.
Fu in grado di ricostruire la storia di Teramo tra il regno di Ruggieri e quello di Ferdinando il Cattolico che però rimase inedita pur se ritenuta utilissima fonte di studio.
Dal il 1770 fino alla sua morte fu protagonista di un gruppo di intellettuali che recepirono le idee dei filosofi e degli illuministi francesi.
Questo club fu osteggiato, definito "Setta dei miscredenti" e alcuni di loro, tra cui Alessio Tulli, patirono "...noje e dispiaceri non pochi".
Quando a Teramo giungono i Francesi, l'11 dicembre 1798, il generale Domenico Francesco Rusca chiama Alessio Tulli a far parte della Municipalità. Ma nella reazione contro gli invasori venne saccheggiata e bruciata la sua casa. Furono saccheggiate anche le case delle famiglie Thaulero, Michitelli e Nardi.
In questa fase di agguati rimase ucciso Angelo Tulli, figlio di Alessio, un giovane di buoni talenti artistici.
Quando i Francesi lasciano il Regno di Napoli, Alessio Tulli (e suo figlio Matteo) è tra coloro che dovettero associarsi ai soldati e prendere la via dell'esilio in quanto su di loro pesava il giudizio di aver sostenuto la presenza dei Francesi e della repubblica.
Seguendo i soldati verso Roma (lo Stato Pontificio) Alessio Tulli finì trucidato in un agguato a Borghetto (oggi Borgo Velino nei pressi di Antrodoco, in Provincia di Rieti) dove rimaesero uccisi numerosi altri uomini.
Qualcuno ipotizza invece che Alessio Tutti sia caduto a Forca di Penne.
Con l'incendio della sua casa, molte sue opere manoscritte andarono perdute come pure i documenti che aveva utilizzato per la consultazione.
Lasciò inedito un Inno a san Berardo poi pubblicato da Niccola Palma nella sua Storia in 5 volumi. Moltissime poesie italiane furono pubblicate nel giornale poetico di Venezia.

## Opere
- Inno a san Berardo;
- Catalogo di Uomini illustri per santità, dottrina e dignità, usciti in diversi tempi dalla Città di Teramo, coll'epigrafe Pauper aqua Tordine fluis, non pauper honore (povero d'acqua scorri, o Tordino, non di fama), Teramo, Consorti e Felcini, 1766;
- Memorie storiche teramane dalla dominazione Sveva alla fine della Monarchia Aragonese nel Regno di Napoli (secoli XIII-XV). Raccolte da Alessio Tulli e compendiate da Gio. Francesco Nardi nel secolo XVIII, con prefazione di Francesco Savini, in Rivista Abruzzese di Scienze, Lettere ed Arti, a. XXVII (1912), Teramo, fasc. I, pp. 1-22;